# Miguel Martínez de Pinillos Sáenz
Miguel Martínez de Pinillos Sáenz (Nieva de Cameros,La Rioja, 15 de noviembre de 1875 - 12 de julio de 1953) fue un empresario español. Es conocido principalmente por haber sido dueño de la Naviera Pinillos, que operaba desde Cádiz una flota de barcos de mercancías y pasajeros en las rutas mediterráneas y del océano Atlántico. También se le conoce localmente en su condición de político conservador y por haber sido elegido diputado a Cortes durante la Segunda República Española en las filas de la Comunión Tradicionalista.

## Infancia y juventud

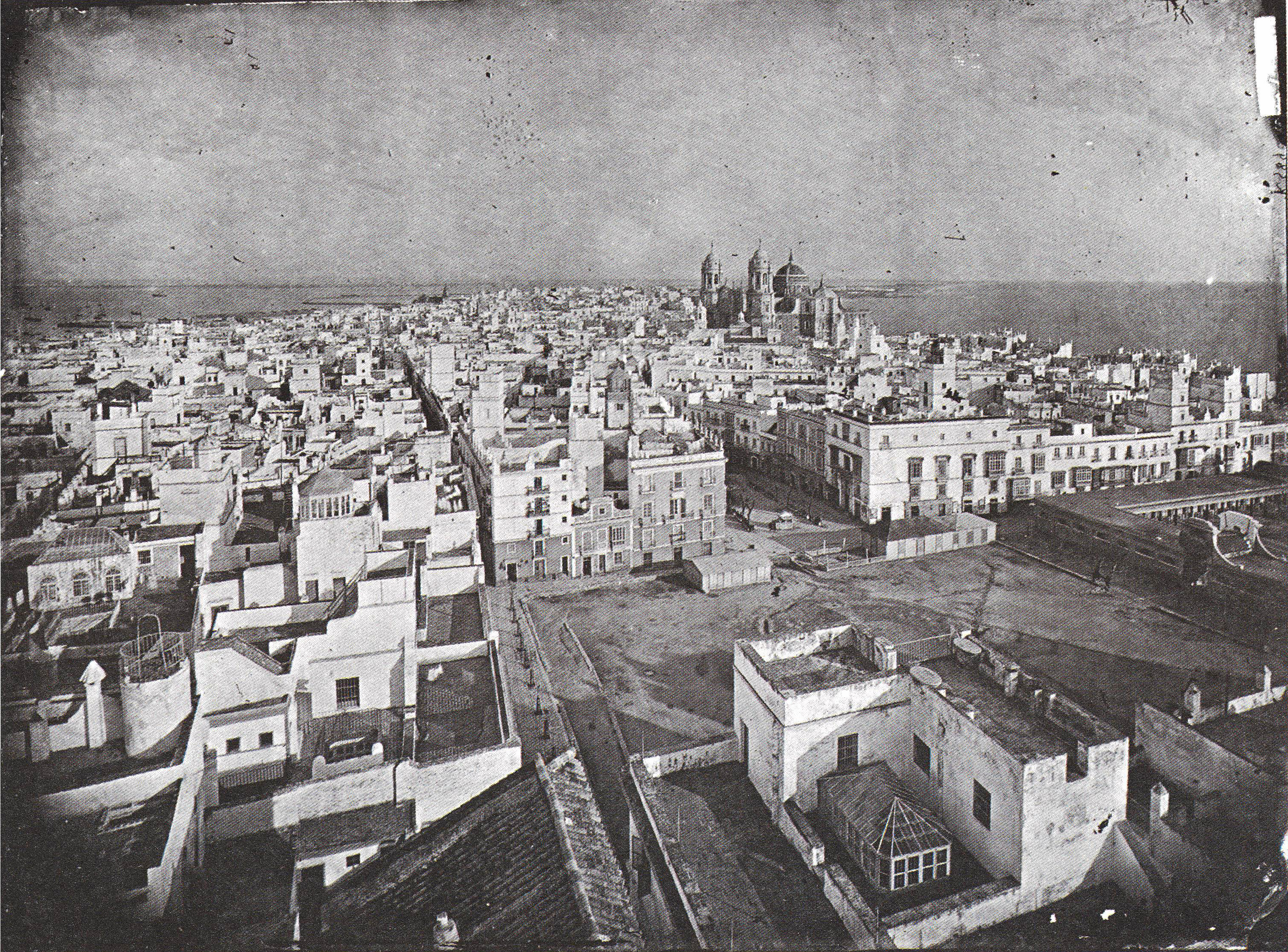
Cádiz en la década de 1880.

La familia Pinillos es originaria de La Rioja y su historia se remonta hasta al menos el siglo XVI; su progenitor incorporó el patronímico Martínez al apellido familiar. Muchos de los miembros de este linaje sirvieron tanto en la administración española como en el Ejército. Debido a sus negocios de ultramar, la familia se extendió a varios países, destacando algunos de sus descendientes en la historia de varios países hispanoamericanos, principalmente Cuba y Bolivia. El bisabuelo de Miguel Martínez de Pinillos Sáenz, Antonio Martínez de Pinillos Marín, fue el último que residió en La Rioja. Su hijo, Miguel Martínez de Pinillos y Sáenz de Velasco, nació en Nieva de Cameros, pero se trasladó a Andalucía y se asentó en Cádiz. En la década de 1830 comenzó su actividad marítima como propietario de un barco que hacía la ruta con las Antillas españolas; en 1840 el negocio creció hasta llegar a formar una flota de barcos.
En la década de 1880 heredó la empresa el hijo de Miguel Martínez de Pinillos y Sáenz de Velasco, Antonio María Martínez de Pinillos Izquierdo (1843-1926), bajo cuya gestión la empresa alcanzó su época dorada. Antonio modernizó la flota incorporando buques de vapor, y la compañía abrió nuevas rutas regulares tanto en el Atlántico como en el Mediterráneo; estableció una base en Santander e intentó proporcionar servicio también en el norte de Europa y el Extremo Oriente. Su compañía, bautizada primero como Pinillos, Sáenz y Cia. y conocida desde la década de 1890 como Pinillos, Izquierdo y Cia., se convirtió en una de las principales navieras en las rutas transatlánticas españolas junto con su competidora más importante, la Compañía Trasatlántica Española. Antonio Martínez de Pinillos fue concejal en el Ayuntamiento de Cádiz y otros miembros de la familia desempeñaron cargos en las administraciones locales. Antonio se convirtió uno de los mayores empresarios gaditanos y la familia llegó a ser conocida como una de las más distinguidas de la ciudad.

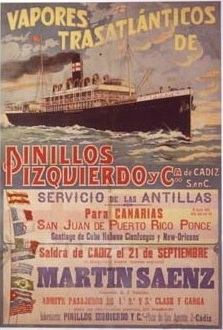
Cartel publicitario de la naviera Pinillos (1906).

Las familias Martínez de Pinillos e Izquierdo solían tener lazos conyugales entre ellas, de manera que Antonio se casó con Aquilina Sáenz y Izquierdo. No se sabe con certeza cuantos hijos tuvieron, pero Miguel fue su único hijo varón. Ninguna de las fuentes consultadas proporciona información acerca de su escolarización temprana; pretendía ingresar en la Armada, pero en su adolescencia fue enviado a Inglaterra y cursó estudios mercantiles en Londres. Permaneció en Gran Bretaña hasta su edad adulta y regresó a Cádiz a principios de la década de 1890. En 1900 se casó con Trinidad Toro y Gómez. El matrimonio residió en su casa familiar en la Plaza de Mina y tuvo dos niños: Antonio y Carmen Martínez de Pinillos y Toro, nacidos ambos con anterioridad a 1919. Antonio habría heredado posiblemente el negocio familiar, pero murió en un accidente de tráfico en 1951. Sería su hija, María Carmen Martínez de Pinillos Ceballos —nieta de Miguel—, quién se haría cargo de la Naviera Pinillos. La empresa estuvo en posesión de la familia hasta principios de la década de 1990, cuando fue adquirida por el Grupo Boluda, que la gestiona actualmente.

## Empresario naval

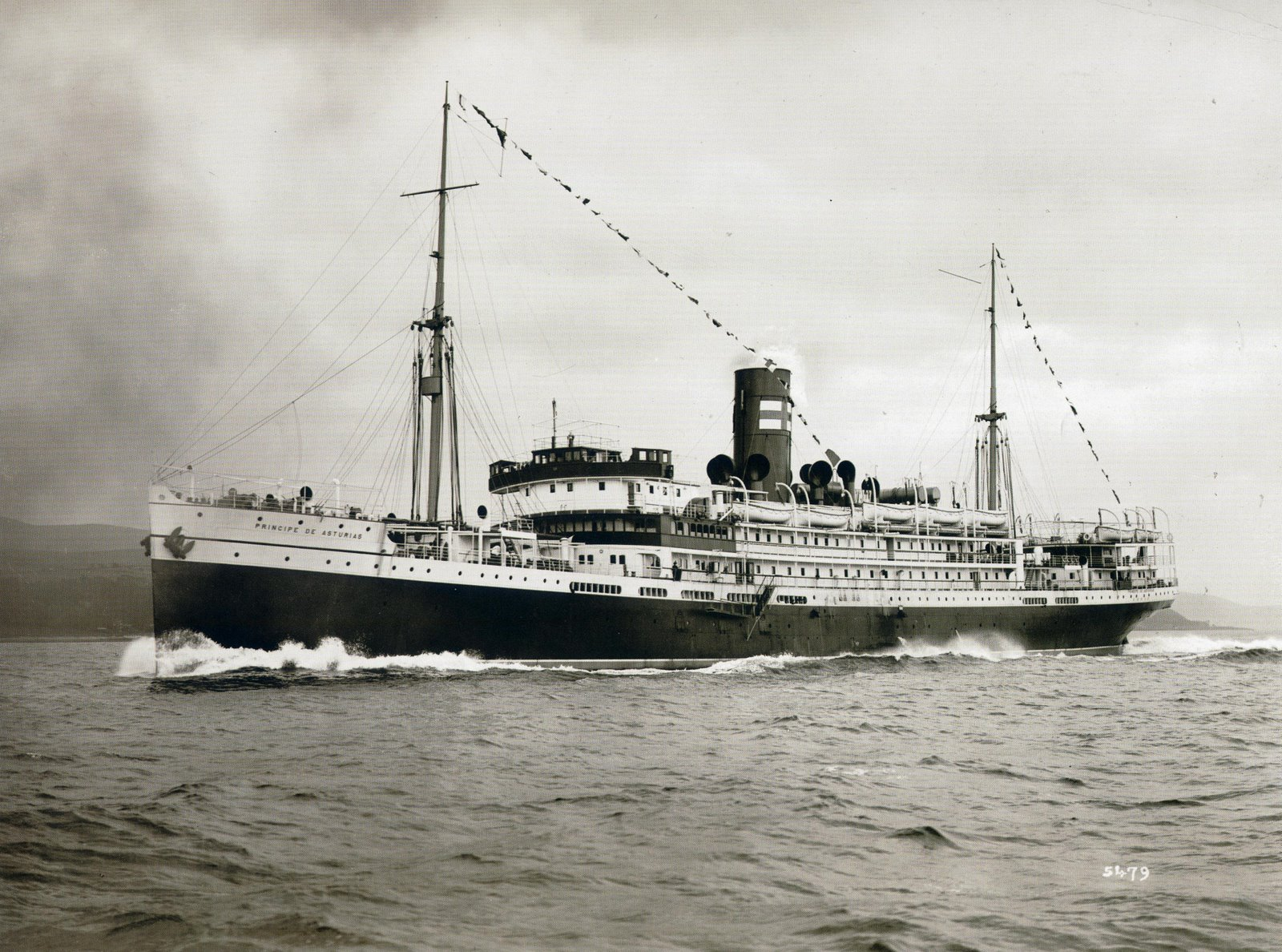
El Príncipe de Asturias durante sus pruebas de mar, en 1914.

Tras finalizar sus estudios en Inglaterra, Martínez de Pinillos regresó a España y se implicó en el negocio familiar de su padre, aunque se desconoce las funciones que desempeñó en Pinillos, Izquierdo y Cia. En aquel tiempo la empresa familiar se encontraba en su cumbre, pero en los años siguientes comenzaría un cierto declive. La pérdida por parte de España de los últimos territorios de ultramar tras la Guerra hispano-estadounidense redujo dramáticamente la demanda de comunicación transatlántica a comienzos del siglo XX, y una serie de trágicos desastres navales empeoraron la imagen de la compañía cuando los vapores Príncipe de Asturias y Valbanera se hundieron en la década de 1910. La crisis de posguerra tras la Primera Guerra Mundial golpeó también duramente a la compañía a comienzos de la década de 1920 y Pinillos, Izquierdo y Cia. acabó quebrando en 1921, pasando su flota a la Compañía Transoceánica de Navegación, de Barcelona.
En 1923 Miguel Martínez de Pinillos decidió restablecer la actividad naviera, fundando su propia compañía con el nombre de Líneas Pinillos. No continuó con actividades transoceánicas, planteándose en lugar de ello un objetivo más pragmático y menos ambicioso. Líneas Pinillos comenzó en el negocio de los buques mercantes y el comercio intercostero, este último tanto de cabotaje como de gran cabotaje. En el ámbito geográfico, la compañía se centró en las Islas Canarias. En términos de carga, se especializó en el tráfico de frutas –principalmente plátanos– y carbón. Hasta finales de la década de 1920 la mayoría de sus operaciones habituales consistían en exportaciones de frutas de las Islas Canarias a Gran Bretaña, con retorno a los puertos españoles con carbón británico y carga general. Los barcos operaban también en otras rutas a lo largo de la costa del norte de África en el Atlántico y a través del Mediterráneo, haciendo escala en puertos marroquíes, franceses o italianos.

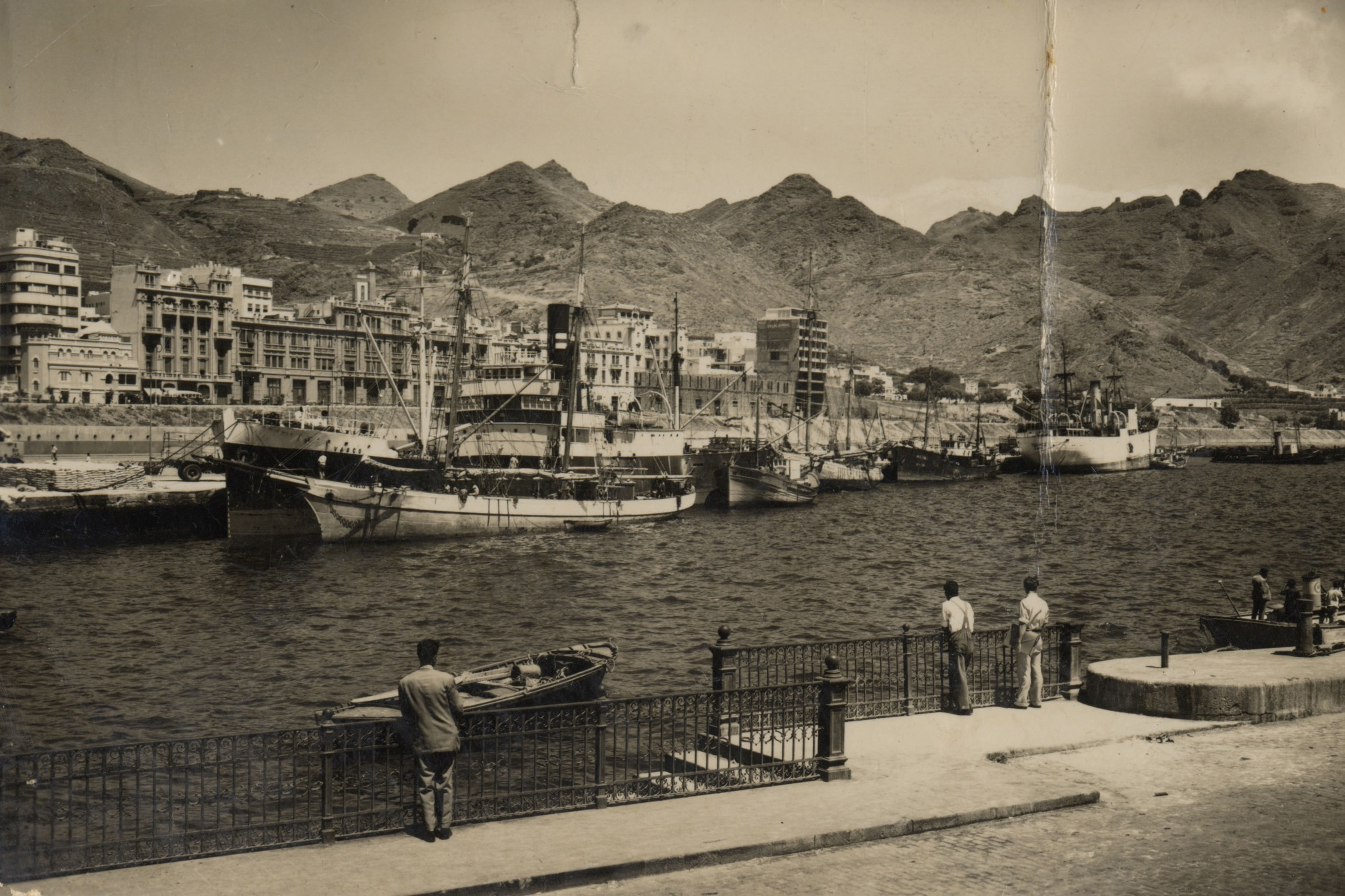
El vapor Vasco en Santa Cruz de Tenerife.

Martínez de Pinillos logró reunir una gran flota de barcos mercantes, adquiriendo nuevos barcos de astilleros españoles o extranjeros, mayoritariamente en las Vascongadas (Ardanaz de Baracaldo y Euskalduna de Bilbao) y en Escocia (Robert Duncan & Co en Glasgow y Caledon en Dundee). Aun así, ocasionalmente compró barcos a otros fabricantes como el noruego Verksted Kristiansand. Para adaptarse a su política de mercantes y servicios de cabotaje, se centraba en barcos de pequeño a mediano tamaño; mientras que a principios de la década de 1900 un carguero mediano era de 4.000 TPM, la mayoría de los barcos de Líneas Pinillos rondaba los 2.000 TPM. Aunque inicialmente Martínez de Pinillos adquirió vapores de última generación impulsados por motores de triple expansión de unos 900 CV, desde mediados de los años veinte cambió a barcos más modernos propulsados por diésel, que ofrecían alrededor de 1.700 CV. Para 1925 la flota constaba de cuatro barcos: Río Arillo, Duero, Celta y Vasco; a finales de la década y principios de los años 30 se unieron cuatro buques hermanos construidos en Bilbao: Ebro, Sil, Turia y Darro, diseñados como barcos frigoríficos, que reflejaban la nueva estrategia de la compañía, centrada enteramente en el transporte de frutas y otras mercancías similares.

## Otras actividades empresariales

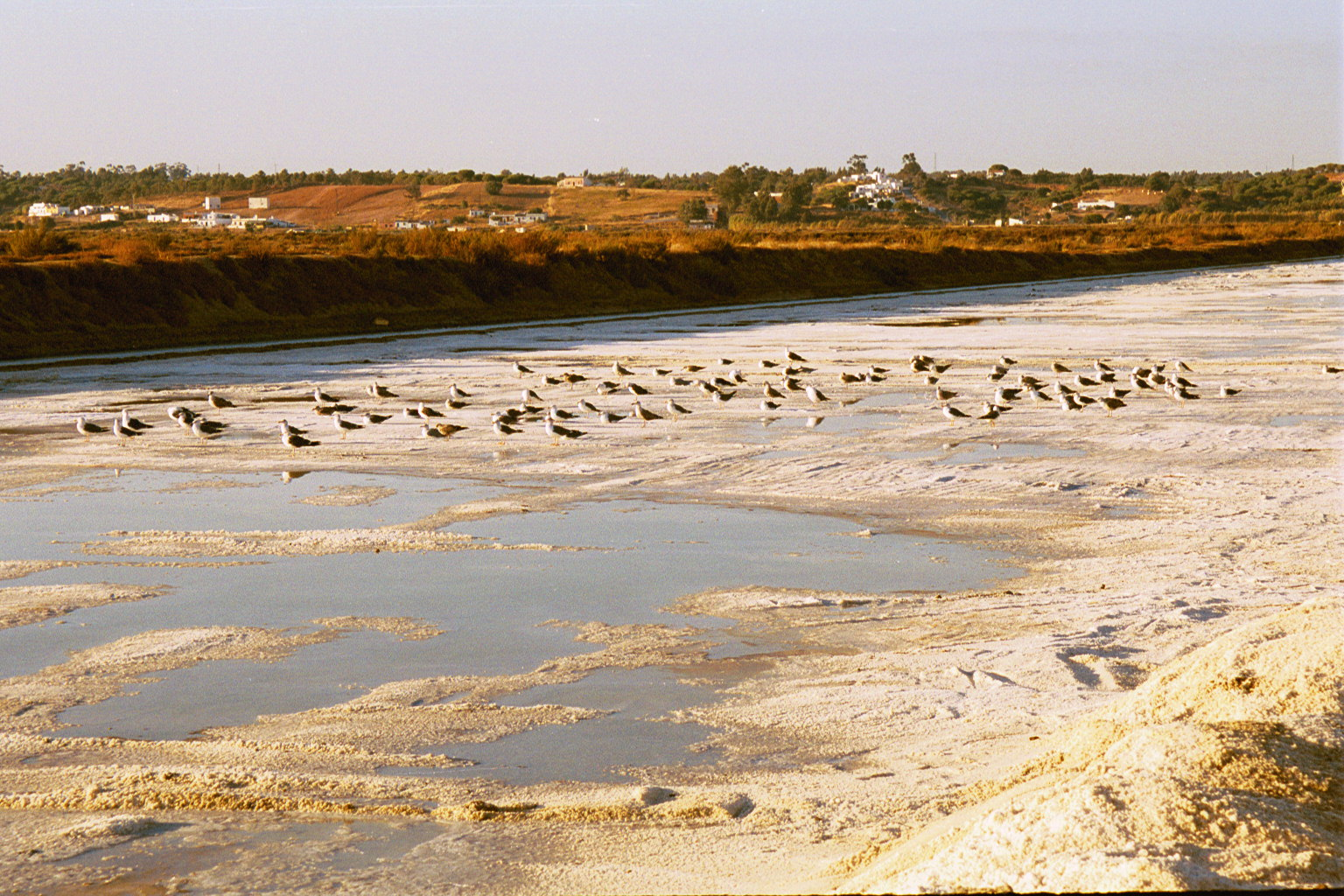
Depósitos salinos en Andalucía.

Aunque su estrategia empresarial se basaba en el transporte marítimo, Martínez de Pinillos participó en un buen número de otras actividades económicas, la mayoría de ellas heredadas de su padre; en la historiografía se hace referencia a él también como "comerciante", "industrial" y "terrateniente".
Sus actividades industriales estaban relacionadas con las explotaciones salinas basadas en la evaporación de sal. Fue el dueño de Unión Salinera, una empresa implicada en el negocio de la sal de todo tipo, incluyendo la sal aplastada para propósitos industriales y comerciales, y la sal refinada para su uso doméstico. Se basaba en licencias para explotar extensos depósitos de sal a las afueras de Cádiz; uno de ellos, denominado La Tapa, estaba situado en El Puerto de Santa María y otros llamados San Félix, San Miguel y Dolores, se ubicaban en el Río Arillo. Martínez de Pinillos poseía también instalaciones salinas en el río Guadalete. La expansión exacta del negocio no es bien conocida, aunque era significativo al menos a escala andaluza; la Unión Salinera se anunció durante años en la prensa local y operaba instalaciones propias de ferrocarriles, incluyendo un espolón industrial a lo largo de la línea Cádiz–Sevilla.
En la cercana provincia de Sevilla, Martínez de Pinillos poseía un total de 2.625 hectáreas de fincas agrícolas ubicadas a lo largo de los bancos del Guadalquivir cerca de Villanueva del Río. Martínez de Pinillos es considerado uno de los principales terratenientes, aunque notablemente por debajo de los mayores latifundistas (los latifundios más grandes a nivel nacional superaban las 50.000 ha y sólo en la provincia de Córdoba alrededor de quince propietarios poseían tierras que superaban las 2.500 ha). En la década de 1970 la finca se hallaba en posesión de la hija de Martínez de Pinillos, apenas había disminuido su tamaño y constituía todavía el quinto latifundio más grande de la provincia de Sevilla y el octavo del valle del Guadalquivir.

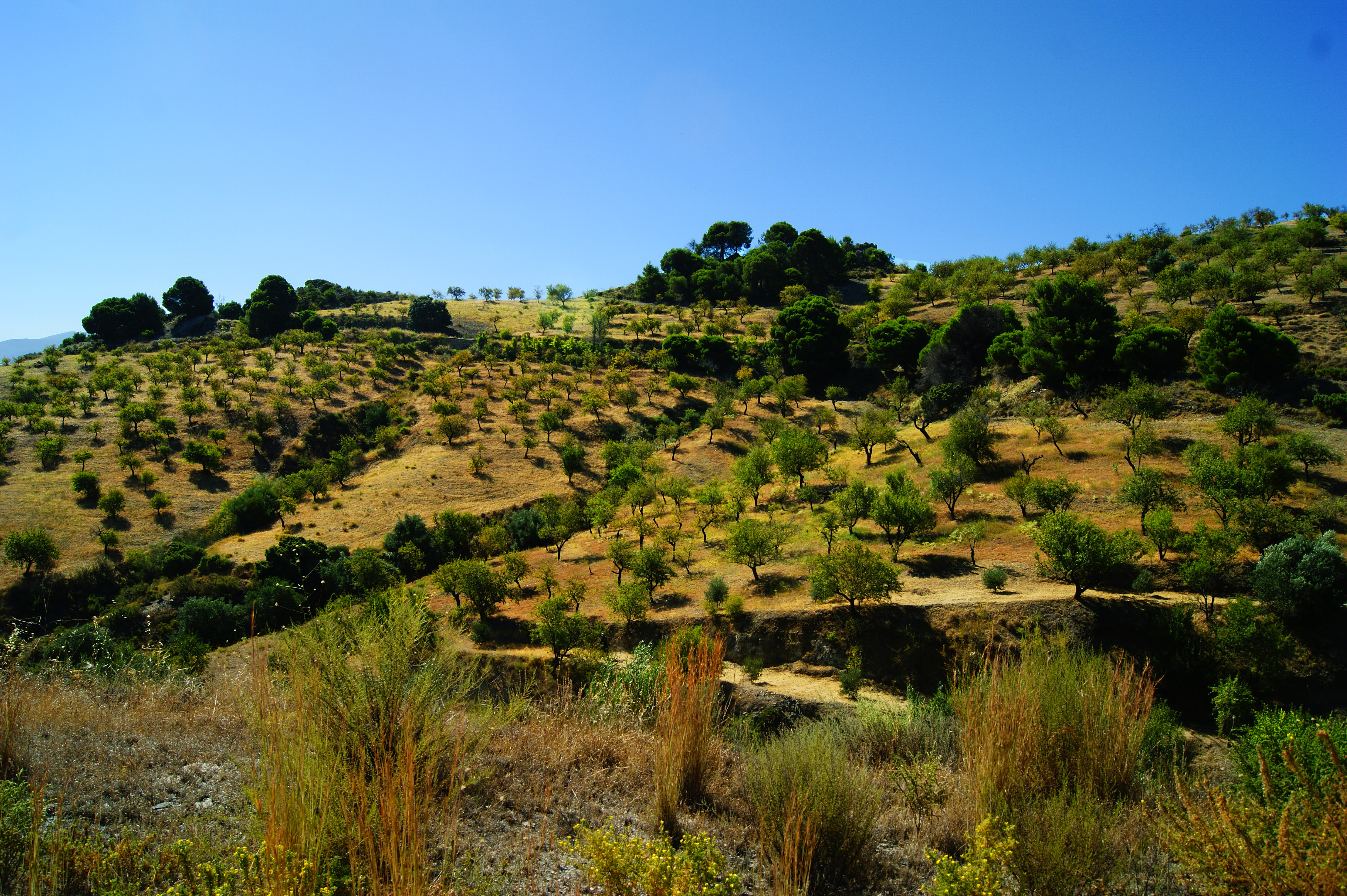
Paisaje típico andaluz.

Si bien desde finales del siglo XIX la prensa local definía ya a Martínez de Pinillos como un "conocido comerciante", no sería hasta más tarde que destacaría como magnate de la economía provincial, traduciéndose su riqueza en su entrada en numerosos organismos, instituciones y grupos de presión. A comienzos del siglo XX ingresó en la Cámara de Comercio de Cádiz y fue comisionado para favorecer en Madrid ante el Gobierno la reforma de la Ley de Comunicaciones Marítimas. Posteriormente ascendió a vicepresidente de la Cámara, y fue nombrado también vicepresidente de la Liga Marítima de Cádiz. Entre 1936 y 1942 presidió la Caja de Ahorros y Monte de Piedad de Cádiz. Aunque no se tiene confirmación de que realizara algún tipo de actividad oficial en la administración local, durante el período en que ejerció como diputado en Cortes representó ocasionalmente al ayuntamiento de Cádiz en algunos acuerdos de negocio. Sus ingresos combinados le convirtieron en uno de los hombres más ricos de la zona y el segundo contribuyente de la provincia de Cádiz. Su contribución fiscal en 1930 era de 17.831 pesetas, en una época en la que el presupuesto anual de una ciudad de unos 50.000 habitantes rondaba el millón de pesetas.

## Política

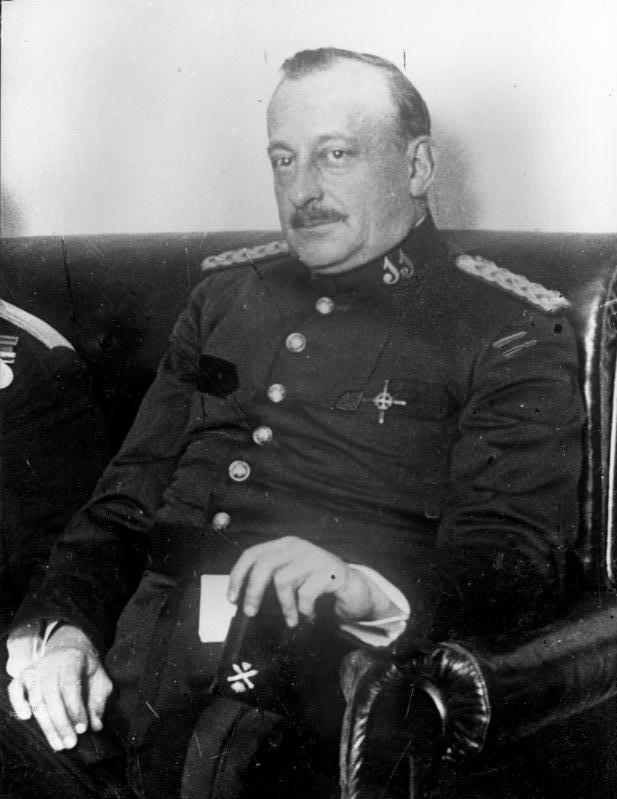
El dictador Miguel Primo de Rivera.

No se conocen con certeza las ideas políticas de los antepasados de Martínez de Pinillos, pero se sabe que fue educado en un hogar devotamente católico. Algunos autores afirman que militó en el integrismo, información que no se ha visto confirmada en la prensa integrista de la época. Si bien en 1918 su primo Sebastián Martínez de Pinillos fue elegido diputado a Cortes por Cádiz con el partido conservador, no consta actividad política alguna de Miguel durante el período de la Restauración. Aparte de sus compromisos en la alta sociedad, sus únicas actividades públicas fuera del ámbito comercial las dedicó a la caridad.
Martínez de Pinillos inició su actividad política con la dictadura de Primo de Rivera. Al proclamarse el directorio militar, ingresó en el Somatén y en la Unión Patriótica, de cuyo Comité provincial formaría parte en 1924 como vicepresidente. y en abril de 1925 aceptó un puesto en la Diputación Provincial de Cádiz A finales de los años 20 formó parte de la Patronal del Comercio, Industria y Navegación. Durante la Dictablanda del general Dámaso Berenguer pareció haberse inclinado por un sistema moderado de "ley y orden", y hasta febrero de 1931 presidió iniciativas en apoyo al Ejército y la Guardia Civil.
Durante los primeros meses de la Segunda República, Pinillos figuró en la Acción Ciudadana de Cádiz, una organización local derechista de cuya junta de gobierno sería presidente en enero de 1932. La formación apoyaba la monarquía alfonsina y albergaba a uno de los políticos más prestigiosos de Acción Nacional, Antonio Goicoechea. A principios de 1933 Martínez de Pinillos era todavía vicepresidente, pero dejó el cargo antes de que la organización se incorporara a la CEDA. Tras acercarse al tradicionalismo, en la elecciones generales de 1933 representó ya a la Comunión Tradicionalista en la lista acordada por las derechas en Cádiz. Resultó elegido y se adscribió a la minoría tradicionalista en las Cortes, residiendo en Madrid en el Hotel Ritz. Durante su etapa parlamentaria, Martínez de Pinillos participó en la comisión de Marina, pero no intervino ni una sola vez en las sesiones plenarias de la cámara, lo cual no le ahorró precisamente burlas en la prensa republicana.

La Cruz de Borgoña, emblema elegido por el carlismo en 1935.

Martínez de Pinillos se implicó moderadamente en el ámbito carlista; apenas se menciona su participación en los mítines de propaganda del partido y no destacó en exceso en las estructuras superiores de la Comunión; su nombramiento más significativo fue para la Comisión de Hacienda de la ejecutiva tradicionalista. El acontecimiento de mayor relevancia consistió en la concentración masiva de los requetés andaluces que tuvo lugar en 1934 en la finca del Quintillo, a las afueras de Sevilla. Ocupó la presidencia junto con los principales dirigentes tradicionalistas y quedó admirado por la multitud de boinas rojas, tal como reflejó en uno de sus pocos escritos literarios. Debido a su ventajosa situación económica, fue uno de los militantes que más apoyó financieramente las iniciativas de la Comunión Tradicionalista en sus organizaciones sindicales y prensa de partido. No se conoce que Martínez de Pinillos participase de alguna forma en la campaña electoral de 1936 y tras el estallido de la Guerra Civil se retiró de la política activa.

## Últimos años
La guerra cogió Pinillos a por sorpresa. Los rebeldes capturaron inmediatamente Cádiz, pero sus barcos estaban esparcidos por toda la costa española. La mayor parte de ellos se encontraban de hecho en zona republicana y su dueño perdió el control de los mismos. La gran mayoría fueron capturados por los republicanos y oficialmente incautados en octubre de 1936. El Darro fue rebautizado Lealtad y convertido en un crucero auxiliar armado; sirvió en unas pocas misiones de combate hasta que fue recuperado en Marsella a comienzos de 1939. El Sil sirvió inicialmente como barco prisión, anclado en Alicante y Cartagena; en agosto de 1936 fue el lugar de ejecución de unos 120 prisioneros militares, fusilados a bordo. Junto con el Vasco, el Turia y el Duero, el Sil reanudó más tarde sus labores de transporte; algunos barcos sirvieron a los republicanos hasta destinos tan lejanos como México, uno de los principales valedores de la República.
Durante el estallido de hostilidades, el Ebro se encontraba en la ruta entre Las Palmas y Sète, donde ancló el 23 de julio. Inmediatamente reclamado por el gobierno de Madrid, navegó fuera del puerto antes de que los franceses pudieran reaccionar. Debido a que los rebeldes no disponían todavía de reconocimiento internacional, en Génova el Ebro fue rebautizado como Aniene, y operado por una compañía italiana; se desconoce hasta qué punto Pinillos podría haberse encontrado tras esta jugada. Sirvió en las rutas de abastecimiento desde Italia hasta el final de guerra, cuando fue devuelto finalmente a su dueño. Uno o más barcos que quedaron bajo el control de Pinillos ya en octubre de 1938 ofrecían un servicio regular entre las Islas Canarias y Andalucía; aquel mismo año Pinillos compró un barco nuevo, el Tormes. Martínez de Pinillos luchó por recuperar el control sobre los barcos perdidos, presentando reclamaciones de propiedad ante las autoridades portuarias de terceros países. La estrategia tuvo un éxito parcial; a mediados de 1938 la mayoría de los barcos incautados por los republicanos habían sido internados en Gran Bretaña, Bélgica y los Países Bajos, siendo devueltos a su dueño a mediados de 1939.
Después de la guerra, Martínez de Pinillos estrechó el alcance de su actividad empresarial aún más y se centró por completo en el transporte de frutas; en 1940 renombró la compañía como Compañía Marítima Frutera. En la década de 1940 adquirió barcos más grandes: el Villafranca y el Almadén superaban las 4000 GT. Algunos barcos de la flota tuvieron varios incidentes navales; por ejemplo, en 1943 uno de ellos fue dañado tras chocar contra una mina. Al frente de su propia compañía, Pinillos intentó evitar tragedias como los desastres de 1916-1919, que le persiguieron desde entonces. El único barco perdido fue el Duero, que colisionó en 1953 con un petrolero británico y se hundió sin pérdida de vidas.

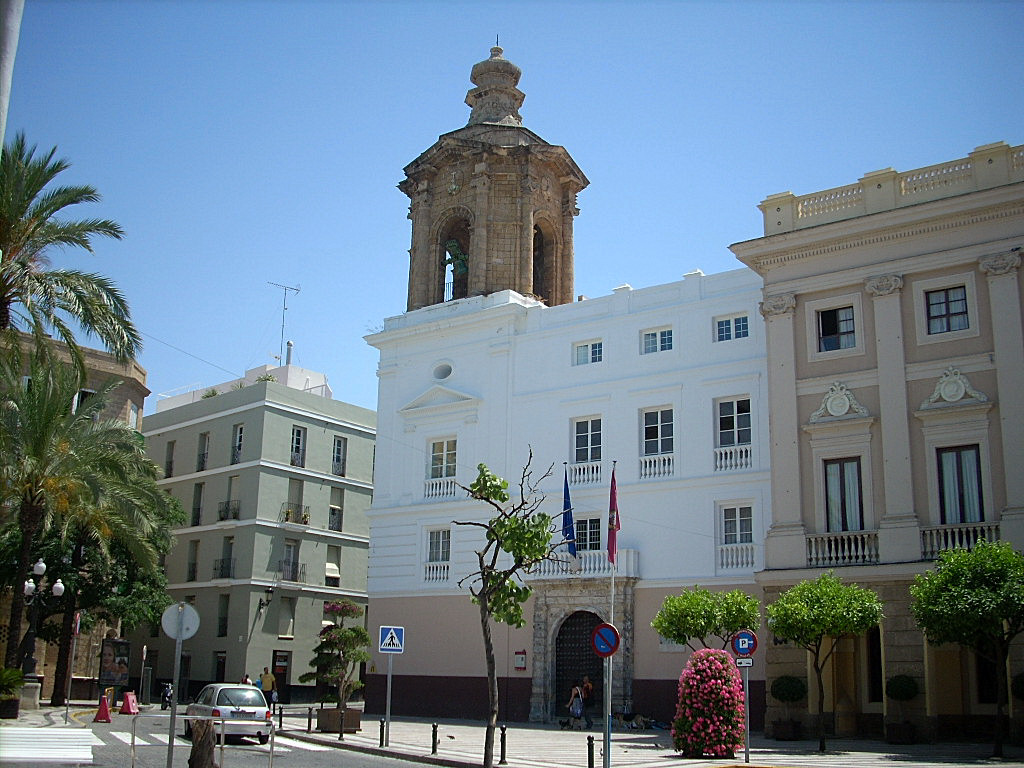
Hospital de San Juan de Dios, en Cádiz.

Nada se sabe de la actividad política de Pinillos durante los primeros años de la Dictadura de Francisco Franco; la mayoría de las informaciones referidas a él en la década de 1940 están relacionadas con sus negocios (bien con su flota o con su negocio salino) y con operaciones de compraventa de terrenos. Tras la trágica pérdida de su único hijo en 1951, puso un notable empeño en proyectos de caridad. Su mayor contribución fue a las obras del Hospital de San Juan de Dios, en Cádiz, que permitió la nueva construcción del edificio, en lugar de una simple rehabilitación del mismo. La donación ascendió a unos 200 millones de pesetas. Pinillos no vivió para ver finalizado el proyecto, que completó su hija, María del Carmen Martínez de Pinillos y del Toro. El hospital fue reabierto en 1958, con el busto de Martínez de Pinillos en el vestíbulo de entrada. Una calle de Cádiz lleva en su honor el nombre de Miguel Martínez de Pinillos.